# Alexanderplatz
De Alexanderplatz, in de volksmond ook wel Alex genoemd, is een plein en verkeersknooppunt in het oostelijk deel van Berlijn. Dagelijks komen er meer dan 300.000 mensen. Het plein ligt in het huidige stadsdeel Mitte. Op het plein is de Weltzeituhr uit 1969 een bekende ontmoetingsplaats. Vlak bij het plein bevindt zich een toeristische trekpleister, namelijk de Fernsehturm (televisietoren).

## Geschiedenis
In de 18e eeuw heette het plein nog Paradeplatz  of Königs Thor Platz, maar het werd op 25 oktober 1805 hernoemd naar tsaar Alexander I van Rusland. 
In de DDR-tijd was het plein het kunstmatig gecreëerde centrum van Oost-Berlijn, met aan het plein belangrijke overheidsgebouwen en prestigeprojecten, waaronder het hotel Stadt Berlin.
Na die Wende werden er plannen ontwikkeld voor een complete verbouwing van het plein, waarbij de meeste bestaande gebouwen zouden worden gesloopt en vervangen door nieuwbouw. Tegenvallende economische groei zorgde er echter voor dat de plannen vooralsnog niet uitgevoerd zijn. Slechts het warenhuis Kaufhof werd drastisch verbouwd, waarbij de gevel een stuk naar voren richting plein werd verplaatst en ten zuidoosten van het plein verrees het nieuwe winkelcentrum Alexa. In de noordoostelijke hoek van het plein werd in 2007 gestart met de bouw van een nieuw kantoor- en winkelpand, dat het plein een meer gesloten aanblik moet gaan geven.

## Galerij

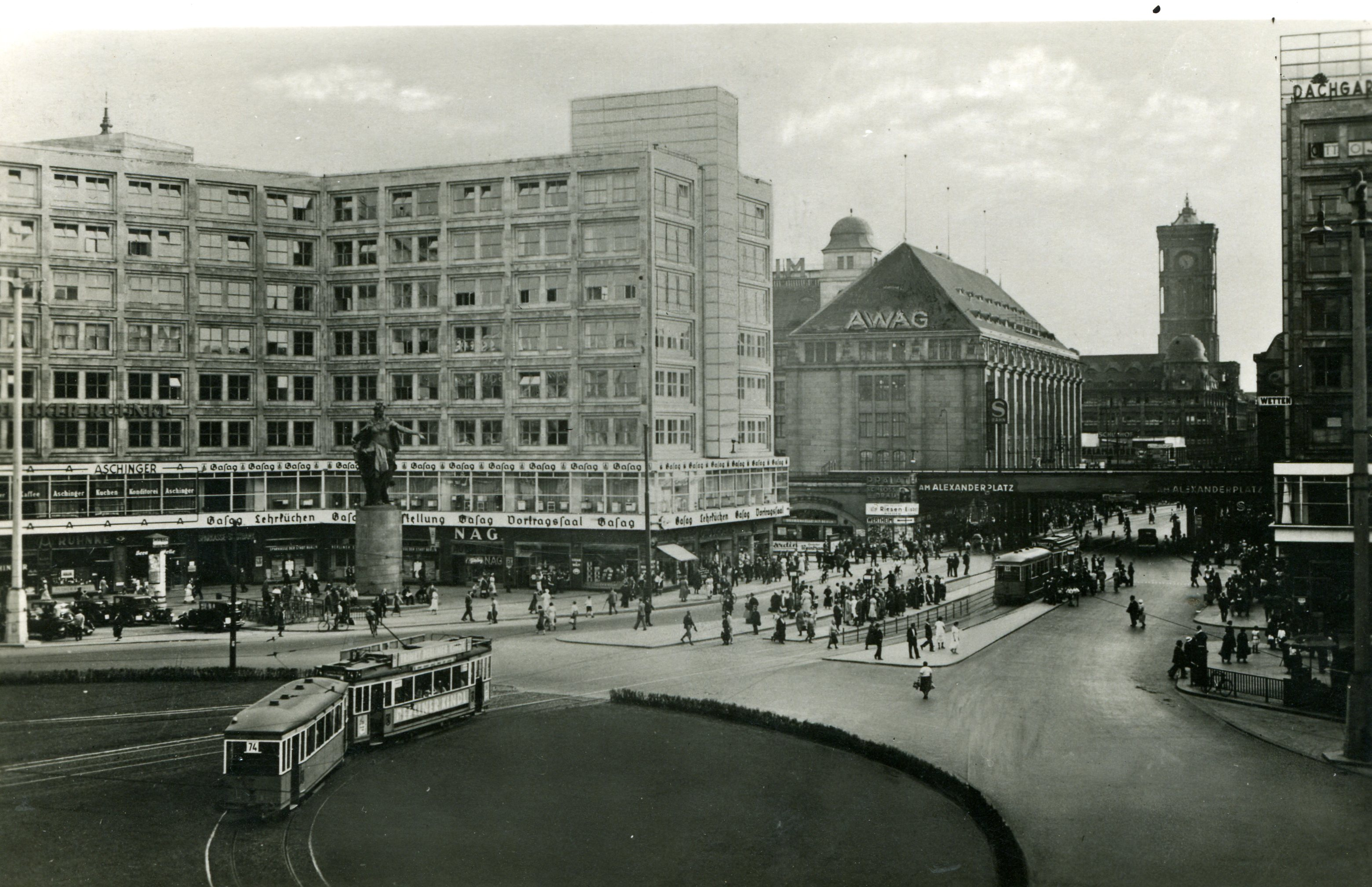
Het plein rond 1940
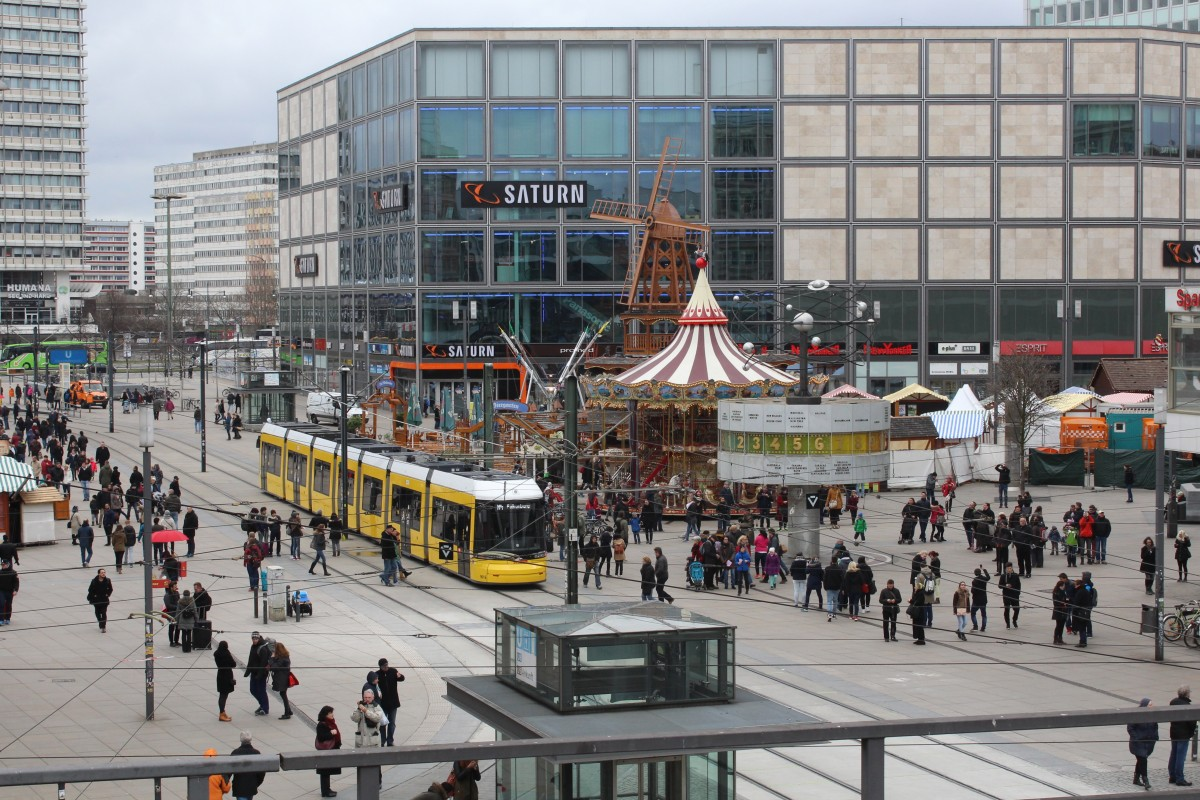
En in 2015
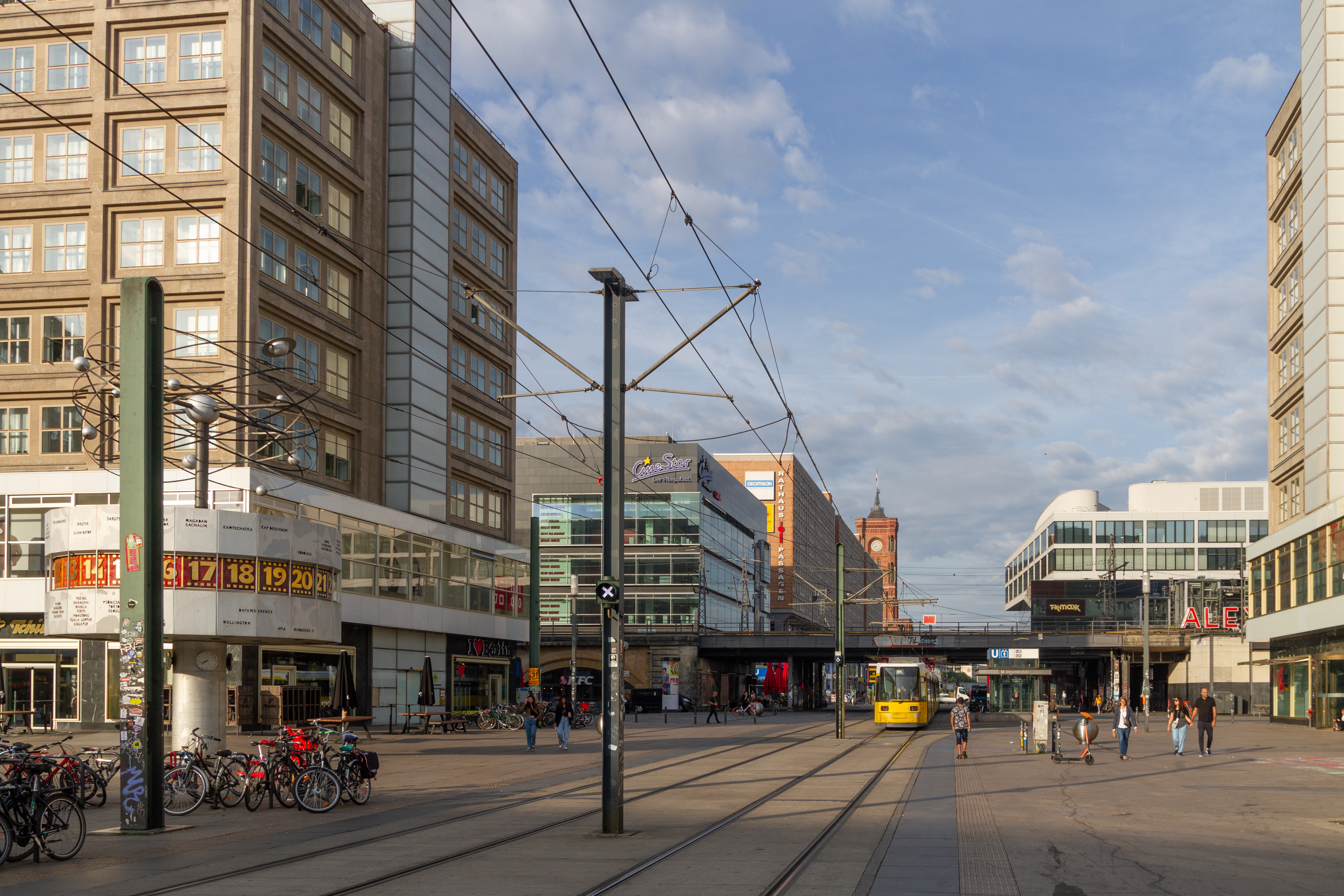
Gezien ri. Rotes Rathaus
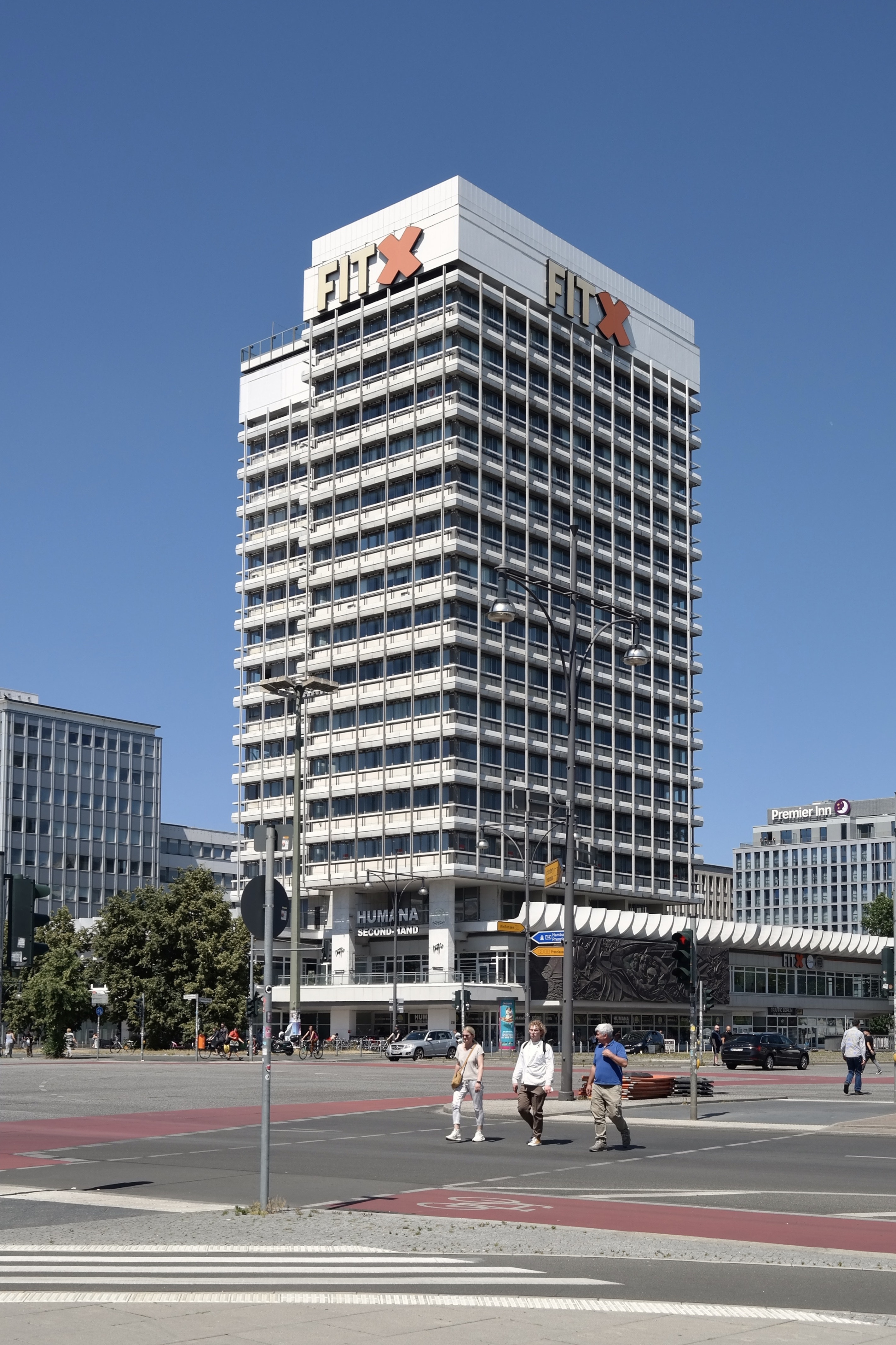
Haus des Reisens (Alexanderplatz 7) in 2020